# Ruud Bos (componist)
Rudolf (Ruud) Bos (Amsterdam, 8 februari 1936 – Hilversum, 30 juni 2023) was een Nederlands componist, pianist en orkestleider.

## Biografie
Ruud Bos werd geboren in Amsterdam. Zijn vader was orkestleider. Op zijn achtste jaar schreef hij zijn eerste liedje. Op de lagere school speelde hij piano met zijn nummer De Karavaan. Hij kreeg op de montessori-mulo in Amsterdam veel vrijheid om zijn talenten te ontwikkelen. Hij kreeg toneelles en daarnaast maakte hij ook muziek. In 1953 ging hij aan het conservatorium in Amsterdam piano studeren en ging hij een paar maanden later naar Bussum. Hij vervolgde toen zijn studie bij de Muziekschool van Toonkunst. 
Vanaf 1955 raakte Bos muzikaal betrokken bij het radioprogramma Op de jonge golf van Minjon, de jeugdafdeling van de AVRO. Hij schreef onder meer liedjes voor het cabaretgroepje De Buitenbeentjes. Op 15 mei 1958 debuteerde hij in dat programma met het Gooiland Sextet, waarvan hij – als vibrafonist – de leider was. Hij vervulde in 1957 zijn militaire dienst.  Na zijn reactie op een advertentie van Jaap van de Merwe ging hij 1959 bij het Leidseplein Cabaret spelen. In 1961 werd hij gevraagd als pianist voor Jan Blaaser en Joop Doderer.
Hij componeerde muziek voor films, theater en televisie. Bekende personen waar hij composities voor maakte zijn onder anderen Toon Hermans, Wim Sonneveld, Willeke Alberti en Gerard Cox. Hij componeerde muziek voor onder andere de televisieseries De Fabeltjeskrant, De Fabriek, Zeg 'ns Aaa, Kinderen voor Kinderen, Bassie en Adriaan, Pommetje Horlepiep en Dagboek van een herdershond. Hij was als docent compositie verbonden aan het Rotterdams Conservatorium, daarnaast is hij muziekregisseur bij de NOS geweest.
Bos componeerde ook veel muziek voor attracties in de Efteling. Voorbeelden hiervan zijn Droomvlucht, Fata Morgana, Villa Volta en Vogel Rok. Voor Carnaval Festival maakte hij arrangementen.
In 1982 kreeg hij een Gouden Harp van Stichting Conamus. In een interview in maart 2007 schatte Bos dat hij in de afgelopen 50 jaar zo'n 1500 à 2000 liedjes heeft geschreven.
Op 30 september 2007 ging de nieuwe musical De Fabeltjeskrant in première in 's-Hertogenbosch. Acteur en auteur Jon van Eerd nam het script en de teksten van de nieuwe liedjes voor zijn rekening en Bos componeerde de liedjes. Hiernaast kwamen ook klassiekers uit de poppenserie terug zoals Drink meer prik en Hup daar is Willem met de waterpomptang. De musical werd genomineerd voor Beste Originele Musical. In 2021 werd de Buma Oeuvre Award Multimedia aan hem toegekend.

### Privé
Hij huwde in de jaren zestig met actrice en cabaretière Marjan Berk. Dit huwelijk werd in de jaren negentig ontbonden.
In 1996 werd hij onderscheiden in de Orde van de Nederlandse Leeuw.
Bos overleed op 30 juni 2023. Hij werd 87 jaar oud.

## Muziek voor televisie
- 1964: Cabaret Lurelei
- 1967 - 1968: Moef Ga Ga
- 1968: Musical "De Stunt" met Guus Vleugel
- 1968: Samenwerking met Wim Sonneveld
- 1968 - 1972: De Fabeltjeskrant
- 1972 - 1973: NOS-Kiosk: gezongen geschiedenislessen door Frans Halsema
- 1972 - 1974: Citroentje met suiker
- 1974 - 1975: Durmazon
- 1974 - 1976: Paulus de boskabouter
- 1975: TROS Aktua (leader)
- 1976 - 1977:  Hotel de botel
- 1976 - 1978: Bolke de Beer (leader)
- 1976 - 1980: Pommetje Horlepiep (leader)
- 1977:  Tros-herkenningsmelodie
- 1978 - 1979: De Luchtbus
- 1978 - 1980: Bassie & Adriaan
- 1978 - 1980: Dagboek van een herdershond
- 1979 - 1980: Bassie & Adriaan: De Diamant
- 1979 - 1980: De pomp
- 1980 - 1981: Hotel De Witte Raaf
- 1981 - 1982: De fabriek (leader)
- 1980 - 1990: Kinderen voor kinderen
- 1981 - 1993: Zeg 'ns AAA (leader)
- 1981 - 1985: Mensen zoals jij en ik (leader)
- 1982: Boem-Boem (musical met in de hoofdrol André van Duin)
- 1982 - 1983: De weg (leader)
- 1984 - 1986: De kip en het ei (leader)
- 1985 - 1986: De Appelgaard (leader)
- 1986 - 1987: Dossier Verhulst (leader)
- 1989 - 2004: Ook dat nog!
- 1990 - 1993: Ha, die Pa!
- 1996 - 2001: Goudkust (leader)
- 2014: Ramses

## Muziek voor theater
- 1962:  O. K. en W. (cabaretprogramma van Lurelei)
- 1965: Wie is bang voor Lurelei? (cabaretprogramma van Lurelei)
- 1966: Relderelderel (cabaretprogramma van Lurelei)
- 1967: De Stunt (musical met in de hoofdrol Jasperina de Jong)
- 1971: Wim Sonneveld met Corrie van Gorp en Willem Nijholt
- 1971: Twee op de wip (toneelstuk met Willeke Alberti en Jeroen Krabbé)
- 1971: Waartoe, waarheen (cabaretprogramma van Sieto Hoving en Marijke Hoving)
- 1973: Wat je zegt, ben je zelf (cabaretprogramma van Gerard Cox en Frans Halsema)
- 1973: Tête à Ted (cabaretprogramma van Ted de Braak)
- 1973: Blijf zitten waar je zit (cabaretprogramma van Tekstpierement)
- 1974: Jij en ik (cabaretprogramma van Sieto en Marijke Hoving)
- 1974: Wit op zwart (cabaretprogramma van Tekstpierement)
- 1974: André van Duins Pretmachine
- 1975: André van Duins Lachcarrousel
- 1976: Toon Hermans Onemanshow 1976
- 1976: Lach om het leven (revue met André van Duin)
- 1977: Moeder en haar jongens (theatershow met Marjan Berk, Bill van Dijk en Bob van Leeuwen)
- 1977: Niemand weet dat ik Repelsteeltje heet (theatershow van Gerard Cox)
- 1977: Nieuwe bezems (cabaretprogramma van Sieto en Marijke Hoving)
- 1979: Lach er eens uit (cabaretprogramma met Ted de Braak en Mini en Maxi)
- 1980: Henk Elsinkshow
- 1982: Verwende krengen (cabaretprogramma door Guus Vleugel)
- 1985: Mimi Crimi (musical met in de hoofdrollen Karin Bloemen en Nelleke Burg)
- 1991: Reinaert de Vos (opera met Ernst van Altena voor de Stichting Kameropera)

## Muziek voor film
- 1969: Baby in de boom
- 1970: Onkruidzaaiers in Fabeltjesland
- 1972: De inbreker
- 1973: Because of the Cats (Niet voor de poezen)
- 1973: Naakt over de schutting
- 1973: Op de Hollandse toer
- 1974: Mariken van Nieumeghen
- 1975: Elckerlyc
- 1975: Rooie Sien (met o.a. Telkens weer door Willeke Alberti)
- 1975: Heb medelij, Jet!
- 1976: André van Duins Pretfilm
- 1976: Toestanden
- 1979: Tiro
- 1980: Het teken van het beest
- 1981: Het verboden bacchanaal
- 1981: Ik ben Joep Meloen
- 1985: De leeuw van Vlaanderen
- 1987: De ratelrat
- 1994: 06
- 1996: De zeemeerman
- 2001: De Vriendschap

## Muziek voor de Efteling
- 1984: Carnaval Festival (naar een thema van Toon Hermans)
- 1986: Fata Morgana
- 1992: Droomvlucht
- 1996: Villa Volta
- 1998: Vogel Rok

## Medewerking aan elpees en cd's
- 1968: Gerard Cox
- 1968: 14 liedjes van Thérèse (Thérèse Steinmetz)
- 1968: Laat mij nu maar begaan (Adèle Bloemendaal)
- 1969: Een avond in Het Winkeltje (Ansje van Brandenberg)
- 1970: Zingliedjes, zegliedjes, o zo ver wegliedjes (Hetty Blok)
- 1971: Liselore (Liselore Gerritsen)
- 1971: Van Elsschot tot Nijgh (Willem Nijholt)
- 1972: Cornelis Vreeswijk (Cornelis Vreeswijk)
- 1973: Nellie v.d. Heuvel uit de 4e klas (Rijk de Gooyer)
- 1974: Uit het rijke leven van Adèle Bloemendaal
- 1974: Uit liefde (o.a. Adèle Bloemendaal, Thérèse Steinmetz en Guus Hermus)
- 1975: Ik dans met de gans en ik trouw met de pauw (Hetty Blok en Leen Jongewaard)
- 1975: Willem Nijholt
- 1978: Zo zijn we niet getrouwd (Gerard Cox)
- 1978: Ik hoop dat het nooit ochtend wordt (Gerard Cox)